# Ренцето (Кјети)
Ренцето (итал. Renzetto) је насеље у Италији у округу Кјети, региону Абруцо.
Према процени из 2011. у насељу је живело 163 становника. Насеље се налази на надморској висини од 150 м.